# 婚活1000本ノック
『婚活1000本ノック』（こんかつせんぼんノック）は、南綾子による小説。2014年12月22日に新潮社より刊行され、2023年12月25日には新潮文庫より文庫版が出版された。
2024年1月より、フジテレビ系列にてテレビドラマが放送された。

## あらすじ
売れない小説家・南綾子の前に、かつて自身を弄んだ末に捨てた元恋人・山田クソ男が幽霊となって現れ、綾子に婚活を命じる。遊び相手に殺されて幽霊となった山田は、綾子の婚活成功を頼みに成仏を狙うという。綾子は、山田を成仏させるべく、婚活パーティーに挑む。

## 登場人物
南綾子
本作の主人公。32歳。小説家だが、売れていない。山田を成仏させるべく、婚活に励む。
山田クソ男
綾子の元恋人。享年28歳。生前は医師。女性から恨まれて殺されて、死亡。幽霊となって、綾子の家にやって来る。

## 書誌情報
- 南綾子『婚活1000本ノック』
  - 単行本：2014年12月22日発売、新潮社、ISBN 978-4-10-303852-8
  - 文庫本：2023年12月25日発売、新潮文庫、ISBN 978-4-10-102582-7

## テレビドラマ
2024年1月17日から3月20日まで、フジテレビ系「水曜22時枠」にて放送された。主演は本作がドラマ初主演となる福田麻貴（3時のヒロイン）。第1話の見逃し配信の再生回数が、放送後2日間で100万回再生を記録した。

### キャスト

#### 主要人物
南綾子（みなみ あやこ）〈33〉
演 - 福田麻貴（3時のヒロイン）（小学生時代：浅見史歩、中高生時代：佐々木告）
本作の主人公。売れない小説家。独身。
山田クソ男（やまだ クソお） / 山田功宗〈享年28〉
演 - 八木勇征（小学生時：勢能想介、中学生時：岩田琉生）
国立大卒の整形外科医。やり捨てされた綾子から2023年クソ・オブ・ザ・イヤーの栄冠を得たクズな男。看護師に刺され死亡したものの成仏できず、幽霊となって綾子の前に再び現れる。

#### 周辺人物
九本凛（きゅうもと りん）
演 - 関水渚（幼少期：小池叶七芽）
綾子のライバルでデビュー同期の売れっ子小説家。
大池貴司（おおいけ たかし）
演 - 野村周平
有名貿易会社の御曹司。あだ名は「小池」。綾子に出会ってから生き方を変え、今は一人暮らしをして小さなデザイン会社で働いている（第6話）。
相沢はなえ（あいざわ はなえ）〈26〉
演 - 白河れい
誠潮社での綾子の担当編集者。官能小説にハマっている。綾子に婚活WEB小説を書くことを提案する。
鳥羽奈々 / 鳥羽ちゃん〈39〉
演 - 中越典子
韓国料理屋「韓無量」の店長。綾子の婚活の先輩であり、良き相談相手。
桶谷啓子 / おけけ〈36〉
演 - 橋本マナミ
綾子の友人。男遍歴を気軽に相談できる良き理解者。グループ「ITZY」の推しマニア。

#### ゲスト

##### 第1話
ナレーション
声 - 詩羽（水曜日のカンパネラ）（最終話）
第1話のオープニングナレーション。最終話のエンディングナレーションも担当。
東尾
演 - 守谷日和
綾子が最初に婚活アプリでマッチングした人。帰宅後の綾子に「Tバックとか履きますか?」とメールを送ってきた。
アベちゃん / 福本（ふくもと）
演 - 都留拓也（ラパルフェ）
綾子の年齢を聞いた途端、急に敬語になって20代の後輩を紹介してくれと言ってきた。しかし実は綾子のことがタイプだったと後で判明する。
ビッグボス / 江川（えがわ）
演 - 淡路幸誠（きつね）
襟が立って歯が白いことから綾子はビッグボスと呼ぶ。今日は収穫なしと裏で言っていた。
圭輔
演 - 北代祐太
綾子の以前のバイト仲間。綾子は気に入っていたが、陰で「綾子は男に飢えてるからチョロいと思うよ」と言っていたとクソ男に聞かされる。
ハト男 / 野村（のむら）
演 - 白濱亜嵐（GENERATIONS from EXILE TRIBE）
飲食店の経営者。「パンを食べながらお喋りをする会」で綾子に声をかけてくる。実は年代の異なる複数のパートナーと同時に付き合っており、ちょうど30代前半の落ち着いた顔の女性を探していたのだった。
ミキモト女 / ユキコ
演 - 雛形あきこ
「パンを食べながらお喋りをする会」会場の化粧室で綾子と出会う。（年下の男性は）しょせん遊び相手としか思ってないに決まってると言いながら、ハト男を横取りし、40代後半のパートナーの座に収まる。
後藤
演 - 数ヒロキ（第3話・第8話）
誠潮社の九本担当の編集者。
スタッフ
演 - あいだあい
「パンを食べながらお喋りをする会」のスタッフ。
男性
演 - ムカイワンダーランド
去年のクリスマスパーティに居た陽気なサンタ。やたらとみんなを握手させており、綾子はそこでクソ男と出逢う。
メイ、ヒロミ、エリ、アツコ
演 - 東原優希、緒方ありさ、西川綾乃、小野由香
ハト男のパートナーたち。それぞれ20代前半、20代後半、30代後半、40代前半担当。
男性
演 - 成尾公生多
「パンを食べながらお喋りをする会」で綾子にあいさつするが無視される。
男子
演 - 宮下柚百、西間木冠、堀口壱吹
高校生の綾子にそれぞれ伊藤ヒロミ、根本ハルカ、堀イズミ宛のラブレターを渡してくれと綾子に頼む男子高校生たち。

矢部
演 - 佐藤遙灯
小学生時代の綾子と相性94％の男子。全身赤い服の綾子に「うわっ赤鬼だ!」と声をあげる。
男子、女子
演 - 大友至恩、吹野莉良
中学生の綾子の憧れの男子が綾子に向って走り寄って来た、と思うが綾子を素通りし、他の女子のところに行ってしまう。

##### 第2話
ハートパイ / 高崎祥吾（たかはし しょうご）
演 - 竹財輝之助
ペアシート婚活で綾子とマッチングした、クリスタル出版でビジネス書の編集者。Vの字に後退した額にハートの形が重なり「ハートパイ」と名付けられる。綾子と同業界人で話は合うのだが、なぜだか綾子はどうしてもときめかず、関係が発展することなくお別れする。
マスクマン / 和泉海斗（いずみ かいと）〈26〉
演 - ゆうたろう
ペアシート婚活で綾子が出会ったハートパイの後輩。マスクしたまま一言も喋らずスマホゲームに興ずる彼を綾子は「マスクマン」と名付ける。ゴミ屋敷に呼び出しゴム無しでSEXしようとしたので、見事「クソ男オブザイヤー2024」の候補に躍り出る。
加藤みのり〈28〉
演 - 川﨑珠莉（第7話）
看護師。クソ男にもてあそばれ、約束もすっぽかされたことを恨み、正月の未明に渋谷区の路上で彼を刺して死亡させた。
店員
演 - 中津川巧
カラオケ店の店員。無人のハズの部屋で幽霊のクソ男が歌うマイクが浮かんでいるのを見て腰を抜かす。
井上透
演 - 山本諭
ペアシート婚活で綾子の隣に最初に座った男性。
司会者
演 - 石神まゆみ
婚活会社「フィオーレ」のペアシート婚活イベントの司会者。
受付
演 - 喜瀬マリア
同イベントの受付女性。
美人
演 - 清水サニ
同イベントで一人目立っていた「美人」。クソ男によるとハートパイをマッチング指名したという。
女友達
演 - 石崎愛茉、平本くるみ、矢島愛萌、平野日乃美
クソ男が高校生時にキスをした不特定多数の女友達たち。
演 - 小室有紀、中島明子、星川かりん
大人になったクソ男がベッドを共にした不特定多数の女性たち。

##### 第3話
九本龍二
演 - 宇梶剛士（第5話・第7話 - 第9話）
九本凜の父親。9か月前に海で溺れた子供を助けて命を落とす。以来ずっと娘の側に幽霊として付き添い、婚活を邪魔し続けている。
堂島峻〈35〉
演 - 風間俊介（第8話・第9話）
九本凜が仮交際することになる婚活相手。大手商社勤務で年収1800万円。成城に持ち家があり、次男で愛車はレクサス。家事はひと通りOKで子供好きというハイスペックだが、人付き合いが苦手で物静か。
熱盛
演 - 大貫勇輔
メキシコ料理のシェフで、ラテン系のとにかく熱いこの男を、綾子は心の中で「熱盛」と名付ける。料理を振る舞い、収穫した野菜を見せながら、畑を持ってレストラン出したいという夢を語るが、それはこの男の常套手段。一緒に店をやろうと出資させた後にトンズラする結婚詐欺師で、九本凜も被害者の一人だった。
九本美咲
演 - 嶋村友美（第9話）
九本龍二の妻。凛の母親。既に離婚している。
男性
演 - 藤原倫己
ダンス婚活の参加者。「1曲よろしいですか」と綾子を誘う。
講師
演 - 櫂作真帆
「サルサのリズムで熱い大人の婚活」のダンスパーティを主催するラテンダンスの先生。
男性
演 - 宮澤寿
九本が結婚相談所「ラブリエ」で紹介され会った男性。龍二の嫌がらせで頭上から大量のどんぐりが降り注がれる。
男
演 - 南雲奨馬、米田惠亮
男子をカツアゲしていたところをヤンキー時代の九本に懲らしめられる。
男子
演 - もべたいら
ヤンキー時代の九本がカツアゲから救った男子。彼が持っていたツルゲーネフの「はつ恋」に興味を持ったことから、彼女は小説を書くようになる。
タケシ
演 - つるぎや哲也
美人の彼女を自慢したいだけの九本の元カレ。
ユウタ
演 - 林諒一
明らかに九本のサインを横流ししていた元カレ。

##### 第4話
大池サツキ
演 - 萬田久子（最終話）
大池貴司の母。大池貿易の社長婦人。息子を溺愛するあまり、これまで彼の人生のすべてをコントロールしてきた。

##### 第5話
森まつ毛 / 森歌子（もり うたこ）
演 - アンミカ
結婚相談所「メルヘンカンパニー」社長。睫毛盛り盛りの婚活マイスター。成約の候補者を全員一度に会わせるという斬新な方式をとり、1年以内に成約出来なかった場合は登録料全額返金と謳っている。
ご来光 / 岡崎風馬（おかざき ふうま）〈30〉
演 - 吉村界人
候補者その1。アルピニストで趣味は登山、特技はキャンプ。年収400万円で千葉県出身。
男爵 / 重部真一（おもべ しんいち）〈50〉
演 - 川﨑麻世
候補者その2。心理学部臨床心理学科の大学教授。年収1300万円で趣味は読書、特技はゴルフ。長野県出身。
落語家 / 超福亭三丸（ちょうふくてい さんまる）〈35〉
演 - 今井隆文
候補者その3。兵庫県出身。年収550万円、趣味料理、特技けん玉の落語家。
日サロ / 藤木悠斗（ふじき ゆうと）〈32〉
演 - ワタリ119
候補者その4。スポーツジム経営者。神奈川県出身。年収1000万円、趣味筋トレ、特技は利きプロテイン。森まつ毛と駆け落ちして姿を消す。
ヤギオ / 石川智也（いしかわ ともや）〈34〉
演 - 千賀健永（Kis-My-Ft2）（第6話）
候補者その5。実家の和菓子「いしかわ堂」で働く職人見習い。年収350万円で趣味はギター、特技は歌。元バンドマンでメジャーデビューもしていたという。親戚の叔母の紹介で結婚相談所に登録したものの、自分には向かないとして一旦は脱落。思い直して綾子に告白し、見事に成約した。
スタッフ
演 - 樋口みどりこ
「メルヘンカンパニー」のスタッフ。社長が出社しておらず、連絡もとれないとあたふたするが、なんとか告白イベントを取り仕切る。

##### 第6話
青柳和代
演 - 大野いと
淳一の妻。駅前の土産物店勤務。そこで「いしかわ堂」の和菓子を扱っている。東京の大学で彼と知り合い村に嫁いできた。大学時代は淳一が浮気する度、彼の友人でサークル仲間のクソ男に慰めて貰っていた。
青柳淳一
演 - 高橋璃央
和代の夫。実は東京の大学時代は友人のクソ男に輪をかけたヤリクソ野郎だった。
拓郎、千夏
演 - 大村わたる、村田寛奈
ヤギオの同級生で村の仲間の男性とその妻。
爆食女
演 - もえのあずき
清水村祭りの「わらび餅 大食い大会」に出場した女性。
ポイズン
演 - 白間太陽
キャンプ場で綾子をナンパしてきた東京の男性。
石川和弘、石川美智子
演 - 石黒久也、松山尚子
ヤギオの両親。山梨県の清水村で明治30年創業の和菓子店「いしかわ堂」を営んでいる。
母、男の子
演 - 福冨タカラ、濱﨑司
清水村で行われた綾子のサイン会で綾子の著書「紅の獣、蜜の味」をまさかの朗読する男の子とその母。母親は大人の『桃太郎』だからダメと本を取り上げる。
村人
演 - 浜田道彦、夏川さつき（役名：知子）
綾子をもてなす清水村の村人たち。知子は「月刊 嗚呼! 官能小説」を定期購読しているという。
女性
演 - 高野渚、菅原早記
スポーツジムでヤギオからのメールを見て悶絶する綾子を、ヤバいおばさんと気味悪がる女性たち。

##### 第7話
武井 / 玉井〈29〉
演 - ショーゴ（東京ホテイソン）
クソ男が勝手に綾子とマッチングしたマッチョで刈り上げの男性。こざっぱりした髪型とナチュラルな筋肉、白いタンクトップから武井と名付けられる。原材料が大豆のメニューばかり注文し、綾子と全く食の趣味が合わない。
ケンタ / 石井
演 - 登坂淳一
クソ男に誘われたお笑いライブで居合わせた男性。職業は眼科医、趣味はお笑い評論。カーネル・サンダースのような風貌から綾子はケンタと名付ける。この男もクソ男が仕込んでいたが、綾子と笑いのツボが合わなかった。
ミレニアム / 糸井
演 - 狩野英孝
クソ男に誘われたカラオケに現れた男性。立ち振る舞いに2000年代初頭感があることから綾子はミレニアムと名付ける。この男も同様にクソ男がマッチングして仕込んでいた。
ラジ男 / 江越〈35〉
演 - 忍成修吾
綾子が自分でマッチングした男性。自称弁護士。本当はラジオの構成作家。個性を出し過ぎないちょうどいいおしゃれ具合、小じゃれた焼き鳥屋のカウンター席をチョイスするセンス、初対面でも違和感を覚えさせないスマートなタメ口。何もかもスマートな男だが、綾子はこれまでの経験から、彼がクソ男であることを見抜く。実際、別居中とはいえ子持ちの妻帯者だった。
春とヒコーキ
演 - 春とヒコーキ（本人役）
綾子がクソ男に誘われ向かった江戸演芸ホール中央劇場「お笑いライブ～旬の芸人大集合！大爆笑スペシャル～」の出演者。
店員
演 - 福吉寿雄
綾子がラジ男と居合わせた中華料理店の店員。

##### 第8話
添乗員１・２・３
演 - 徳永ゆうき
山田が遭遇した三途の川の渡し船の添乗員。
花火師
演 - 田鍋謙一郎
九本がプロポーズ演出のために手配した花火スタッフ。
ヤンキー
演 - 八鍬有紗
堂島が高校生の時に理不尽に馬乗りになり、彼に女性への恐怖感を植え付けたヤンキー。
おじいちゃん
演 - 保坂真隆
九本が想像する、成仏出来ず蚊になった龍二を叩き潰すおじいちゃん。

##### 第9話
オカメ / 福留小春
演 - 足立梨花（最終話）
綾子が静岡の凪見町で行われた縁結び婚活パーティ会場で出会う婚活女性。つぶらな瞳に血色のいい頬、ぽってりした唇。福を呼びそうな和風美人のおかめ顔。美人な割に控えめな子である彼女を、親しみを込めてオカメと名付ける。しかしその実は大池貿易の秘書で、大池サツキが息子を連れ戻すため婚活パーティに送り込んだスパイだった。
トラ子 / 多香子
演 - 渚（尼神インター）
婚活パーティ参加女性。派手な服装から綾子はトラ子と名付けた。
金田一 / 溝脇
演 - 岩永ひひお
婚活パーティ参加男性。推理小説を書いてるという。常に探偵の気持ちでいたい、といかにもな格好をしていることから、綾子は金田一と名付ける。同業者で話は非常に合ったのだが、よりによって綾子の付き添いで来た相沢の方へ行ってしまう。
大谷 / コウジ
演 - 別紙慶一
婚活パーティ参加男性。地元を中心に文具メーカーと食品メーカーの2つを経営しているという。よく「二刀流」なんて言われると話し、デコピンという犬を飼っていることから、綾子は大谷と呼ぶ。綾子が狙おうとしたが、20代（女性）しか無理なんですと一蹴される。
婚活男性
演 - 海斗
相沢を狙う参加男性。彼女が東京を離れられないと言うと、「相沢さんのためならこの町捨てます」と言い切る。
漁師
演 - 池原丈暁、井上賢嗣
婚活パーティの餅つき大会に乱入してきた地元漁師たち。官能小説の編集者の相沢にやたらと絡む。
神父
演 - ハント敬士
九本と堂島の結婚式の神父。
スタッフ
演 - 笠居祐花
結婚式場のスタッフ。
- 加瀬信行

##### 最終話
女将
演 - ゆめっち（3時のヒロイン）
綾子と小池が宿泊した伊香保温泉の「和心の宿 大森」の女将。
タクシー運転手
演 - 遠山俊也
綾子が利用した「静岡中央」のタクシー運転手。
運転手
演 - 仲義代
婚活パーティでマッチングしたカップルが乗る「ラブラブワゴン」の運転手。
男性
演 - 鹿出しゅんのすけ
「ラブラブワゴン」の進む道を塞いだトラクターの運転手。
司会者
演 - 三浦沙知子
婚活パーティの司会者。

### スタッフ
- 原作 - 南綾子『婚活1000本ノック』（新潮文庫刊）[84]
- 脚本 - ニシオカ・ト・ニール[84]、松本美弥子[84]、山岡潤平[84]、藤平久子[84]、原野吉弘[85]
- 音楽 - fox capture plan
- 主題歌 - 水曜日のカンパネラ「幽霊と作家」（Warner Music Japan）[86]
- 演出 - 田中亮[84]、西岡和宏[84]、吉野主[84]、谷村政樹
- プロデュース - 羽鳥健一[84]、矢ノ口真実（The icon）[84]、髙石明彦（The icon）[84]
- 制作協力 - The icon
- 制作著作 - フジテレビ

### 放送日程
| 各話                                                                        | 放送日  | サブタイトル                                   | 脚本                            | 演出     | 視聴率 |
| --------------------------------------------------------------------------- | ------- | ---------------------------------------------- | ------------------------------- | -------- | ------ |
| 第1話                                                                       | 1月17日 | 私を捨てたクソ男が幽霊となって婚活をサポート!? | ニシオカ・ト・ニール            | 田中亮   | 3.6%   |
| 第2話                                                                       | 1月24日 | 運命の相手が続々と! 複雑化する恋愛模様!?       | 松本美弥子                      | 西岡和宏 | 2.8%   |
| 第3話                                                                       | 1月31日 | 白熱の婚活バトル発生!? 幽霊と情熱の間で…!?     | 松本美弥子 ニシオカ・ト・ニール | 西岡和宏 | 3.1%   |
| 第4話                                                                       | 2月07日 | 御曹司とのまさかのクセ強母親同伴婚活…!?        | 山岡潤平                        | 吉野主   | 2.9%   |
| 第5話                                                                       | 2月14日 | 人生最大のモテ期到来! 感情の大渋滞発生!?       | 藤平久子                        | 吉野主   | 2.6%   |
| 第6話                                                                       | 2月21日 | 村総出で大歓迎○ノープラン人生遂にお別れ○       | 藤平久子 原野吉弘               | 谷村政樹 | 3.1%   |
| 第7話                                                                       | 2月28日 | 幽霊とのスキンシップのない恋愛が始まる…!?      | ニシオカ・ト・ニール            | 吉野主   | 2.8%   |
| 第8話                                                                       | 3月06日 | 愛と成仏をかけた、運命のプロポーズ大作戦!?     | ニシオカ・ト・ニール            | 西岡和宏 | 2.7%   |
| 第9話                                                                       | 3月13日 | ついに最後の婚活へ!? 運命の人と出逢いは…!?     | 原野吉弘                        | 吉野主   | 2.8%   |
| 最終話                                                                      | 3月20日 | 最終回! 私と一緒に温泉入りませんか?            | ニシオカ・ト・ニール            | 西岡和宏 | 2.0%   |
| 平均視聴率 2.8%（視聴率はビデオリサーチ調べ、関東地区・世帯・リアルタイム） |         |                                                |                                 |          |        |

- 初回は22時 - 23時9分の15分拡大放送。
- 本作の平均世帯視聴率2.8%は放送終了時点での21世紀におけるテレビ東京を除いたGP帯ドラマのワースト記録である[注 2]。

| フジテレビ系列 水曜10時枠の連続ドラマ   | フジテレビ系列 水曜10時枠の連続ドラマ        | フジテレビ系列 水曜10時枠の連続ドラマ        |
| 前番組                                  | 番組名                                       | 次番組                                       |
| --------------------------------------- | -------------------------------------------- | -------------------------------------------- |
| パリピ孔明 （2023年9月27日 - 11月29日） | 婚活1000本ノック （2024年1月17日 - 3月20日） | ブルーモーメント （2024年4月24日 - 6月26日） |